# Sòl
|  | Per a altres significats, vegeu «Sòl (desambiguació)». |

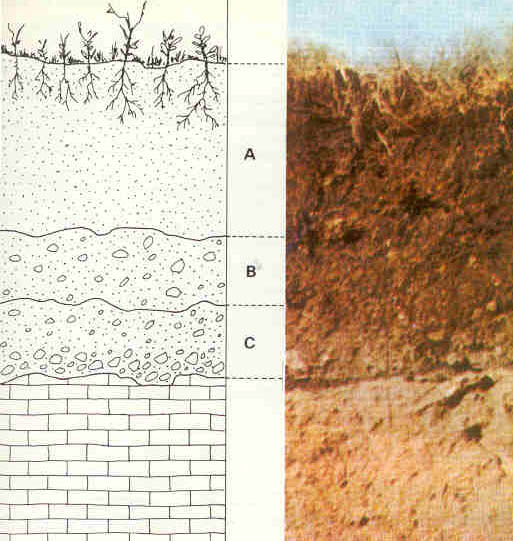
A representa el sòl; B representa la laterita, una regolita; C representa saprolita, una regolita menys meteoritzada; la capa inferior representa la roca mare

El sòl és la capa externa de l'escorça terrestre, originada per l'alteració de les roques sota la influència de la meteorització i l'acció dels éssers vius.
És una barreja de matèria mineral, matèria orgànica, aigua i aire. Aquests quatre ingredients reaccionen entre ells de maneres sorprenents, convertint el sòl en un dels recursos naturals més dinàmics i importants del nostre planeta.
Les persones utilitzen el sòl de moltes maneres i per això té moltes definicions. Un enginyer pot veure'l com un material sobre el qual es construeix una infraestructura, mentre que un diplomàtic pot referir-se al "sòl" com el territori d'una nació. Des de la perspectiva d'un científic del sòl és la capa mineral i/o orgànica superficial de la Terra que ha experimentat un cert grau de meteorització física, biològica i química.
El sòl és un cos natural format per sòlids (minerals i matèria orgànica), líquids i gasos que es produeix a la superfície terrestre. Es caracteritza per horitzons o capes, que es distingeixen del material inicial com a resultat d'addicions, pèrdues, transferències i transformacions d'energia i matèria o per la capacitat de suportar plantes arrelades en un entorn natural (Soil Taxonomy, segona edició).
La Comissió Europea ha definit el sòl com la capa superior de l'escorça terrestre que està composta per una barreja de partícules minerals, matèria orgànica, aigua, aire i organismes vius, el que conforma un medi ambient molt complex i variable. Aquesta barreja, localitzada en la interfase litosfera - hidrosfera - atmosfera, constitueix un cos natural viu, dinàmic i no renovable a curt i mitjà termini.

## Funcions bàsiques del sòl

### Funcions ecològiques
- Producció de biomassa, el sòl facilita l'ancoratge de la plantes i participa, activament, en els cicles de l'aigua i dels nutrients.
- Interacció ambiental, el sòl emmagatzema, filtra i transforma la matèria i l'energia que regula les reaccions que tenen en el seu si, protegint d'aquesta forma el medi ambient de la contaminació.
- Hàbitat biològic i reserva genètica de germoplasma de la flora i la fauna, actuant com un mitjà per a la preservació de la vida sobre la terra.

El sòl sustenta el 90% de tota la producció d'aliments, pinsos, fibra i combustibles i proporciona matèria primera per a activitats des de l'horticultura fins al sector de la construcció. El sòl també és essencial per a la salut dels ecosistemes: purifica i regula l'aigua, és el motor dels cicles de nutrients i un dipòsit de gens i espècies, donant suport a la biodiversitat. És una font global de carboni, que té un paper important en la desacceleració del canvi climàtic i els seus impactes.

### Funcions lligades a l'activitat humana
- Medi físic, on tenen lloc gran part de les activitats socioeconòmiques (habitatge, indústria, transport, activitats recreatives...).
- Font de matèries primeres (argiles, arena, grava...).
- A més, conservant rastres del nostre passat, és un element important del nostre patrimoni cultural. Herència cultural, que conté restes paleontològiques i arqueològiques importants per a conèixer la història de la humanitat.[4]

No obstant això, el sòl està subjecte a demandes constants, sovint conflictives, de la societat. La capacitat del sòl per oferir serveis ecosistèmics (en termes de producció d'aliments, com a reserva de biodiversitat i com a regulador de gasos, aigua i nutrients), es troba, doncs, sota pressió. Les taxes observades de segellament del sòl, erosió, disminució de la matèria orgànica i contaminació, redueixen la resistència del sòl o la seva capacitat per absorbir els canvis als quals està exposat.
Dins del marc de temps de la vida humana, el sòl es pot considerar un recurs no renovable. Com a societat, cal de gestionar-lo de manera sostenible per gaudir dels seus beneficis.

## Composició del sòl
Està format per partícules sòlides (que poden ser també orgàniques), aigua (lliure, adsorbida o en forma de vapor) i aire (lliure o dissolt en l'aigua). Consta de capes (horitzons del sòl) de constituents minerals de gruix variable, els quals difereixen dels materials d'on prové per les seves característiques geomorfològiques, físiques, químiques i mineralògiques.
Els sòls tenen determinades propietats, minerals, origen, fàcies, etc. Així, hi ha sòls argilosos rocosos, volcànics, al·luvials, etc. La frontera entre sòl i roca és difusa. Sota la influència dels éssers vius, un sòl, sovint evoluciona fins a formar un ecosistema complex, d'estructura estratificada. La fracció orgànica d'un sòl és l'humus i es troba en les capes més superficials. A més de minerals, aigua, gasos i material orgànic, tambéhi ha éssers vius, inclosos els microbis del sòl i petits animals
Les partícules que componen els sòls han estat alterades per processos químics i mecànics que inclouen la meteorització i l'erosió El sòl difereix de la seva roca mare per les interaccions entre la litosfera, la hidrosfera, l'atmosfera terrestre, amb la biosfera. És una mescla entre constituents de matèria mineral i matèria orgànica que es troben en els estats sòlids, gasosos i aquosos.
La ciència del sòl estudia els sòls. Inclou les especialitzacions anomenades edafologia i pedologia, mentre que la que estudia les seves propietats mecàniques és la mecànica dels sòls.

## Formació dels sòls
La roca es converteix en sòl en el moment que s'exposa al medi ambient. Però és un llarg procés de transformació de la roca exposada fins a arribar a un sòl madur. Depenent de la naturalesa de la roca i d'altres factors del seu entorn, aquest període pot variar entre desenes o desenes de milers d'anys.
El sòl és un recurs natural dinàmic. En un sòl anomenat "madur" no significa que la formació del sòl s'hagi aturat. Vol dir que els canvis que s'hi produeixen s'han convertit en pràcticament imperceptibles a mesura que el sòl entra en equilibri dinàmic amb el seu entorn. Això vol dir que la velocitat amb què es forma el sòl, és gairebé igual a la velocitat amb què es trenca o s'erosiona naturalment.

### Factors que intervenen en la formació dels sòls
Els sòls difereixen d'una part del món a una l'altra i fins i tot dins d'un mateix jardí. Els sòls es diferencien pel lloc on són i per com es van formar. Cinc factors principals intervenen en la formació d'un sòl. Són el clima, els organismes, el relleu, el material principal i finalment el temps. Els seus components (minerals, aigua, aire, matèria orgànica i organismes) canvien constantment, s'hi incorporen alguns components i altres es perden. Altres components fluctuen dins del sòl i altres es transformen en nous components. Els científics del sòl analitzen els cinc factors principals en el procés de formació del sòl:

#### Clima
El clima és un dels factors més actius en la formació del sòl. La temperatura i l'aigua són les variables climàtiques més significatives. Sota l'acció de la calor, el fred, la pluja, el vent i altres factors atmosfèrics, la roca es descompon físicament en petits fragments que es converteixen en el material principal del sòl. La roca també canvia químicament a mesura que els compostos de la roca es dissolen en l'aigua o reaccionen amb l'aire. La roca també es descompon biològicament per l'acció d'organismes vius en contacte amb la roca i els seus fragments. El conjunt d'aquests processos s'anomena meteorització.

#### Organismes
Els organismes són un factor actiu en la formació del sòl (animals, plantes, bacteris, algues, fongs, protozous). A mesura que el procés de formació del sòl continua amb el pas del temps, les plantes s'hi estableixen. El vent, els ocells i altres animals dipositen llavors. Quan l'aigua entra en contacte amb les llavors, poden brotar. Les seves arrels penetren en els fragments de roca desintegrats i els seus brots són recolzats pel material. Les arrels absorbeixen substàncies químiques alliberades per la roca a mesura que es descomponen i utilitzen algunes substàncies químiques com a nutrients. Al seu torn, les plantes afegeixen material orgànic en forma d'arrels i fulles al medi rocós que es va desintegrant. Això afavoreix el creixement de microorganismes i de petites poblacions d'animals
Aquests éssers vius degraden les fulles caigudes i les arrels mortes en fragments orgànics, que aporten més nutrients. També millora la capacitat del material per emmagatzemar la humitat necessària per al creixement continu de les plantes. La meteorització continua fins que la roca gairebé ja no es pot reconèixer. La roca desintegrada, però, encara no és un sòl. No és fins que s'aconsegueix l'equilibri dinàmic esmentat anteriorment que realment existeix un sòl.
Existeix un grup de bacteris anomenats nitrificants que fan possible el pas dels amoníacs als nitrits (nitrosomonas) i dels nitrits als nitrats (nitrobacteri). En aquest procés (fixació del nitrogen) els bacteris són capaços d'extraure el nitrogen de l'atmosfera i transformar-lo en nutrients que són aprofitats per les plantes.

#### Relleu o topografia i drenatge de la terra
La topografia, considerada com a configuració de la superfície del sòl, inclosos el relleu (pendent) i la seva posició relativa, és un factor passiu en la formació del sòl. La pluja, que percola el sòl jove, desplaça partícules més petites i compostos solubles cap avall. L'evaporació transporta els compostos solubles amunt i cap a la superfície. Les inundacions o allaus sobtades poden esquinçar-se pel relleu o pendent, aportant materials ja degradats i materials nous. Les activitats humanes també poden canviar la naturalesa del relleu.

#### Roca o altre material que es convertirà en sòl
Els processos de meteorització i formació del sòl continuen, no només a la superfície, sinó també per sota i dins del propi sòl. Quan un sòl és madur, pot estendre's fins a la roca mare, des d'uns quants centímetres fins a dos metres o més sota la superfície, depenent de les condicions ambientals i de la naturalesa original de la roca. El material originari és el material no consolidat a partir del qual es forma un sòl. La roca mare és estrictament la roca de la qual es forma el material originari (alguns autors consideren sinònims aquests dos termes). La roca mare influirà en moltes característiques del sòl, però el clima, els organismes, la topografia i el temps també influeixen en la formació del sòl. Aquests processos poden durar des de milers fins a un milió d'anys

#### Temps
Per a la formació d'un sòl cal temps, variable que enllaça amb la resta de factors de formació del sòl.

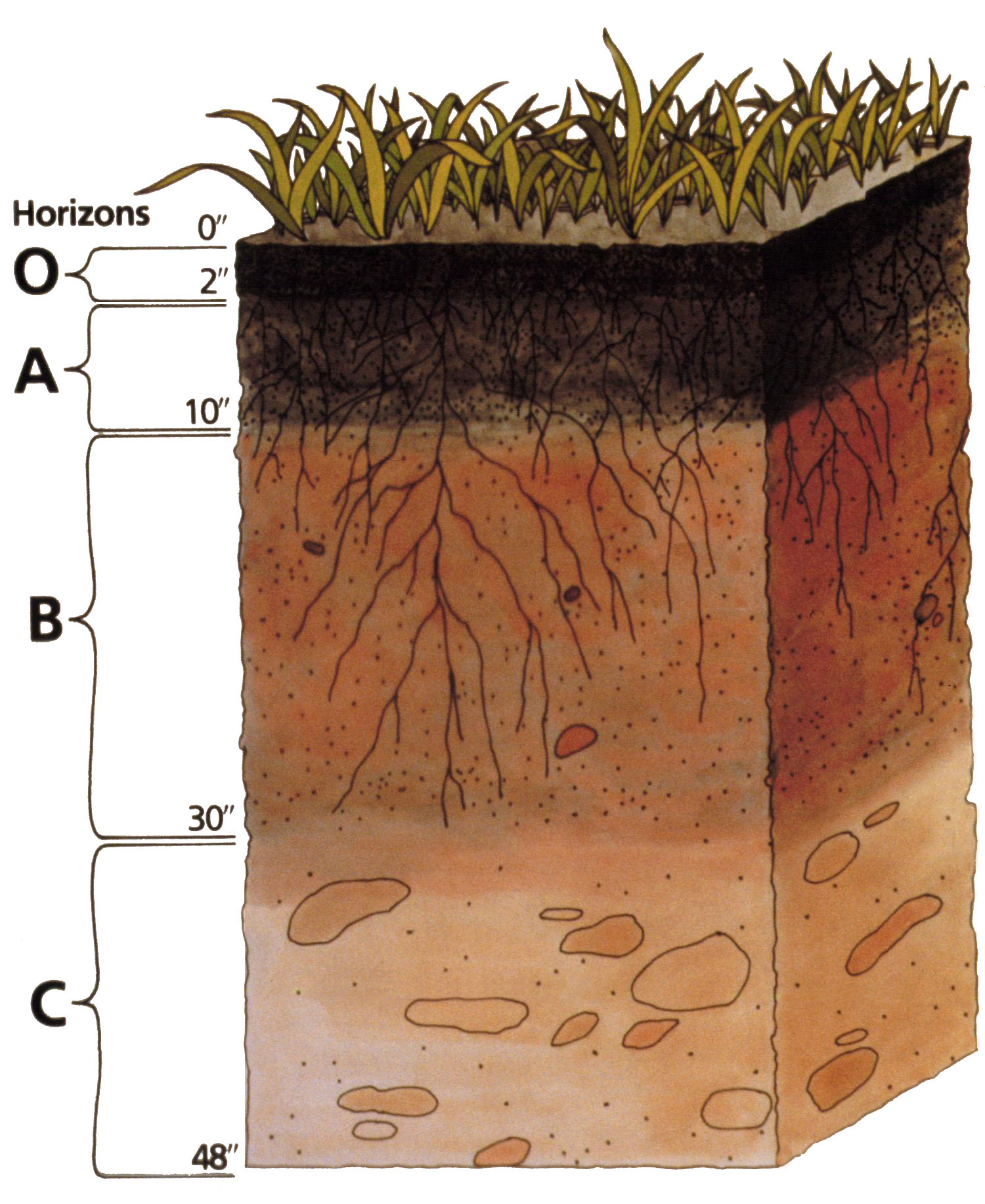
Perfil d'un sòl madur.

Els anteriors factors combinats amb el temps (períodes), es poden considerar en una "recepta". Els científics poden estudiar cada factor, per separat o en combinacions, per esbrinar com un sòl concret es va convertir en el temps en el que ara és. Fins i tot es pot predir quin tipus de sòl acabarà madurant en un lloc determinat.

## Perfil del sòl

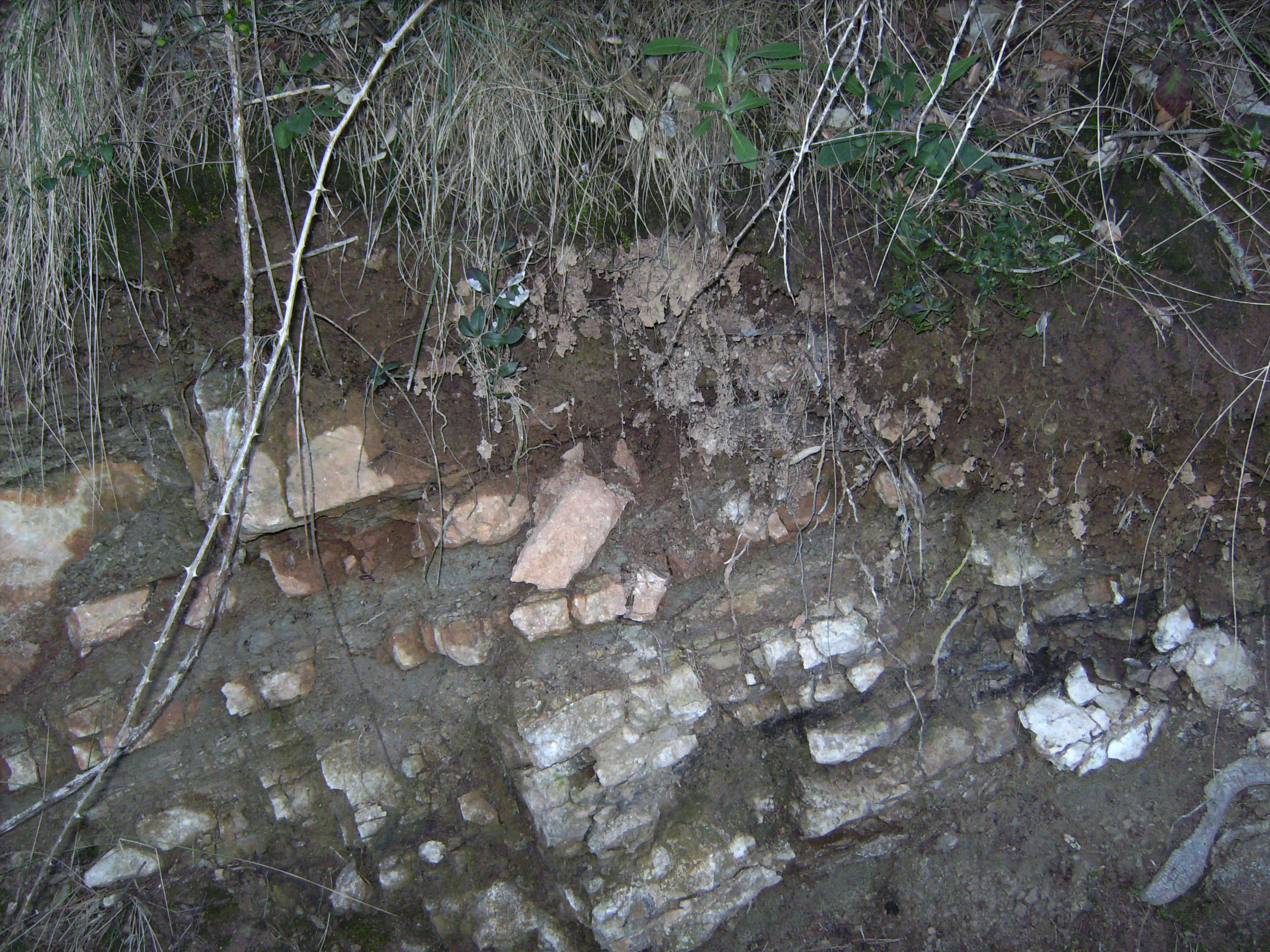
Sòl immadur, del tipus rendzina, l'horitzó amb humus descansa directament sobre la roca mare, a Castelltallat

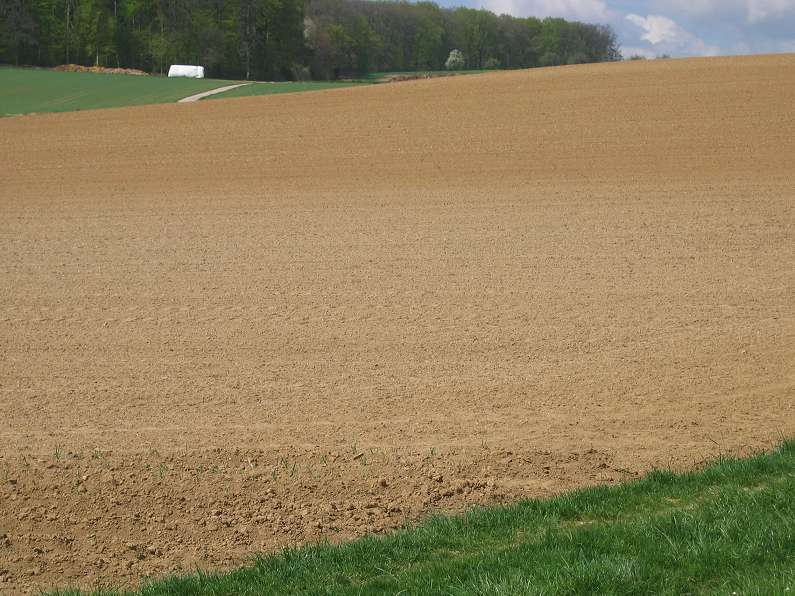
Camp de Loess a Alemanya

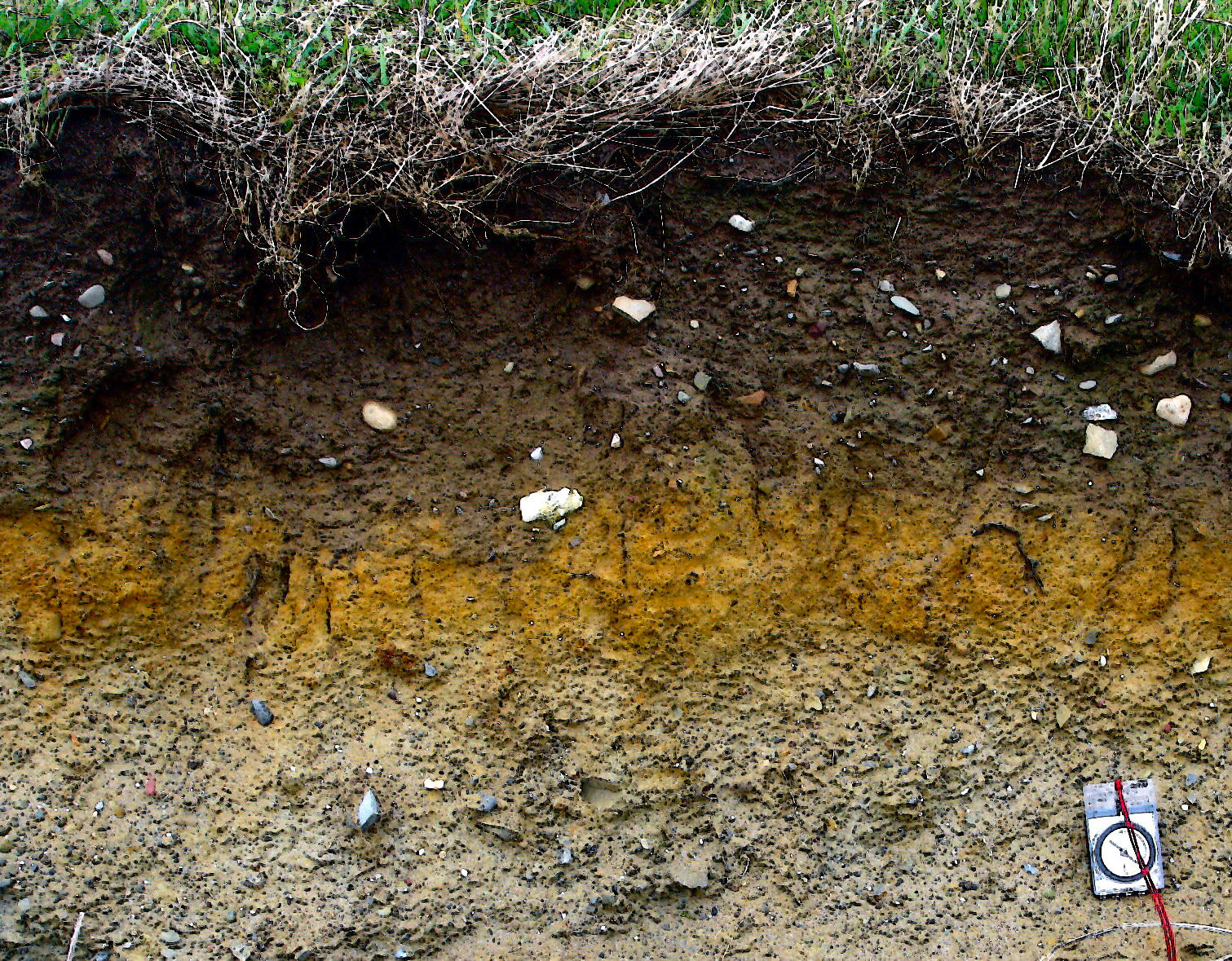
Sòl gley del nord d'Irlanda

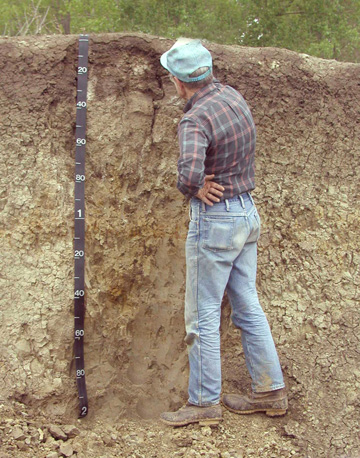
Científic estudiant el perfil d'un sòl.

Al llarg del temps, els sòls tendeixen a desenvolupar nivells diferents, més o menys paral·lels a la superfície de la terra i diferenciables per les seves característiques físiques, químiques i biològiques anomenats horitzons. La secció vertical d'un sòl travessant tots els horitzons constitueix el perfil.
Tots els horitzons junts, fomen el perfil d'un sòl. Com una biografia, cada perfil explica una història sobre la vida d'un sòl. El sòl canvia amb l'edat, a mesura que envelleix, i gradualment comença a tenir un aspecte ben diferent al del seu material originari. A més, sovint hi ha una translació vertical dels materials, causada pel moviment de l'aigua, i es produeix una sostracció de materials (sòlids o dissolts) en algun punt o horitzó (eluviació) i la deposició en un atre horitzó (il·luviació).
Un tall vertical en un determinat sòl madur, revela el seu perfil característic en el qual s'observen els horitzons que mostren la seva estructura, color i textura. Aquests horitzons s'utilitzen per a classificar els sòls.
Un perfil característic presenta els següents horitzons principals:
- Horitzó 0: Capa superficial prima o gruixuda de restes orgàniques en descomposició.
- Horitzó A: Capa inferior en la qual s'han alliberat els nutrients producte de la descomposició de la matèria orgànica (humus) i, a més, alguns constituents inorgànics procedents de la formació del sòl.
- Horitzó B: Capa a major profunditat, en la qual es dipositen alguns constituents de les capes superiors.
- Horitzó C: Capa de fons, de composició similar a la de la roca mare.

Els horitzons principals poden subdividir-se en dos o tres grups identificats per números. Alguns horitzons especials (fòssil; ric en carbonats de calci; sòl glaçat; sòl ric en ferro i altres), són designats amb una lletra minúscula a continuació de la majúscula de l'horitzó principal.
Encara que l'esquema teòric del conjunt dels horitzons és clar, en la pràctica ja no ho és tant. Per poder observar la totalitat dels horitzons, cal un sòl evolucionat i madur.

## Estructura del sòl

### Granulometria i textura

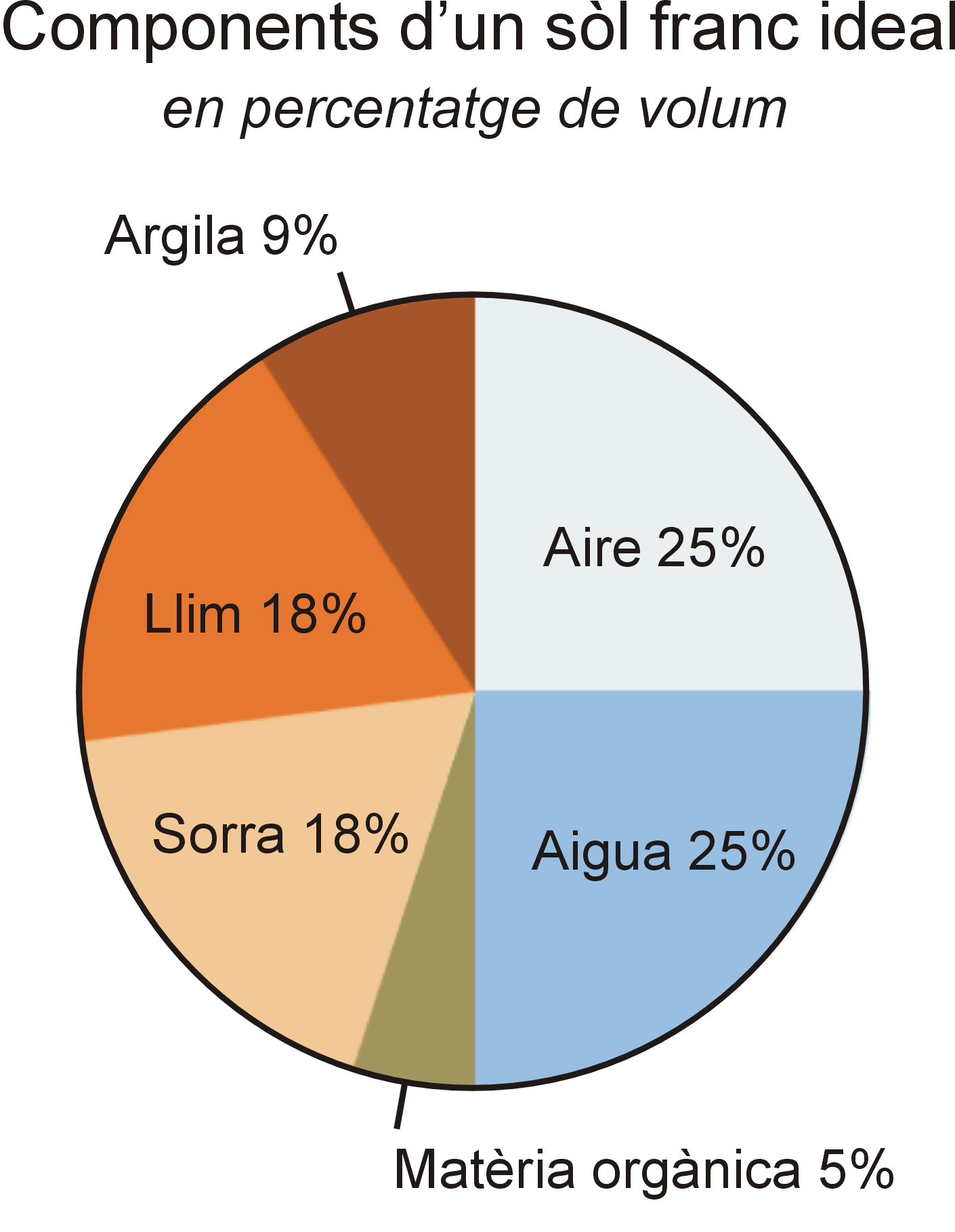
Composició d'un sòl franc ideal (percentatge de volum)

Mida de partícula mineral: Es considera el diàmetre efectiu de les partícules que s'obtenen per garbellat, sedimentació o per mètodes micromètrics.
Diàmetre equivalent d'una partícula o diàmetre efectiu: És el diàmetre assignat a la partícula no esfèrica (real) en l'anàlisi granulomètrica per sedimentació. És el diàmetre d'una esfera ideal d'igual densitat, que té la mateixa velocitat de sedimentació que la partícula real.
Terra fina: Conjunt de partícules que tenen un diàmetre equivalent < a 2 mm.
Elements grossos: Conjunt de partícules de diàmetre equivalent > a 2 mm.
Àrea superficial: És l'àrea de les partícules sòlides que hi ha en una fracció de sòl (o medi porós, p. ex. substrat artificial).
Textura: És la proporció relativa de partícules d'arena, llim i argila, expressades en pes, que conté una mostra de sòl.
El triangle de textures: És un gràfic triaxial que permet representar gràficament la textura d'una mostra de sòl.
Classe textural: És cada una de les parts en què està dividit el triangle de textures. Cada classe reuneix aquelles textures que tenen un comportament físic i físico-químic prou similar per a ser utilitzades en agricultura de la mateixa manera.

### Agregats
El sòl està format per una combinació de partícules primàries: sorra, llim i argila. Aquestes partícules es poden unir i formar el que els científics anomenen "agregats". Els agregats del sòl són petites aglomeracions que poden incloure matèria orgànica. La mida dels agregats va des del nivell micro (menys de 0,25 mm de diàmetre) fins al nivell macro (superior a 0,25 mm de diàmetre). Poden presentar-se en diverses formes granuloses. Aquestes formes variades permeten que el sòl tingui porus i espais per a l'aire i l'aigua, molt necessaris per al creixement saludable de les plantes.
Els agregats del sòl tenen un paper important en la formació de l'estructura i en la salut del sòl. En agricultura, l'estabilitat dels àrids és fonamental per al bon funcionament d'un agroecosistema. Els espais dels porus del sòl influeixen en l'emmagatzematge d'aire i aigua i en l'intercanvi gasós. Creen un hàbitat per als microorganismes i permeten el desenvolupament i la penetració de les arrels de les plantes. També ajuden en el transport i cicle de nutrients.
Els sòls que presenten un alt volum d'agregats, són menys susceptibles a l'erosió i mantenen la seva forma quan s'exposen a forces disruptives com l'aigua i no es trenquen fàcilment. Els sòls sense agregats es desintegren fàcilment quan s'exposen a forces erosives. Acostumen a trencar-se més ràpidament, provocant la degradació del sòl. Una mala estabilitat pot provocar que els espais dels porus s'omplin i provocar la formació d'escorces o crostes. Això pot conduir a una reducció de la infiltració i l'intercanvi gasós. Els sòls amb pocs agregats poden reduir la productivitat dels conreus.
Els agregats són components bàsics que formen el sòl i la seva estabilitat és extremadament important a llarg termini. Els sòls amb força agregats asseguren una major productivitat agronòmica i poden tenir un paper en el segrest de carboni.

## Propietats físiques del sòl
Les propietats físiques dels sòls són la textura, l'estructura, la densitat, la porositat, la consistència, la temperatura, el color i la resistivitat elèctrica.
La textura del sòl està determinada per la proporció relativa dels tres tipus de partícules minerals del sòl, anomenades sòls separats: sorra, llim i argila. A una altra escala els agregats, que es creen al propi sòl quan els separaòxids de ferro, els carbonats, l'argila, la sílice i l'humus, recobreixen les partícules i fan que s'hi adhereixin a estructures secundàries més grans i relativament estables.
La densitat relativa del sòl, quan es determina en condicions d'humitat estandarditzades, és una estimació aproximada de la compactació del sòl.
La porositat del sòl consisteix en la part buida del volum del sòl que és ocupada per gasos o aigua.
La consistència del sòl és la capacitat dels materials del sòl per unir-se entre ells.
La temperatura i el color del sòl s'autodefineixen. El color és la propietat més vistosa d'un sòl, però no és gaire definidora i és purament informativa. Sovint, el color del sòl és degut al contingut de matèria orgànica o al grau d'oxidació del ferro o altres materials. Actualment, el color dels sòls es determina en una carta de colors estandarditzats, la carta o codi de colors Munsell (Albert Henry Munsell, 1905. Munsell Color System), també usada per a classificar les roques.
La resistivitat es la resistència a la conducció de corrents elèctrics (afecta la velocitat de corrosió d'estructures metàl·liques i de formigó enterrades al sòl.
Aquestes propietats varien al llarg de la profunditat del perfil del sòl, és a dir, a través dels horitzons del sòl. La majoria d'aquestes propietats determinen l'airejament del sòl i la capacitat de l'aigua per infiltrar-se i romandre en el sòl.

## Propietats químiques del sòl
La química d'un sòl determina la seva capacitat per a subministrar nutrients disponibles a les plantes i afecta les seves propietats físiques i la salut de la població viva. A més, la química del sòl també en determina la corrosivitat, l'estabilitat i la capacitat per absorbir contaminants i filtrar aigua.
La química superficial dels col·loides, minerals i orgànics, determina les propietats químiques del sòl. Un col·loide és una partícula petita i insoluble que té una mida entre 1 nanòmetre i 1 micròmetre, i és prou petita per romandre suspesa pel moviment brownià en un medi fluid sense assentar-se.
La majoria dels sòls contenen partícules col·loïdals orgàniques anomenades humus, i també partícules inorgàniques de les argiles. La superfície específica molt elevada dels col·loides i les seves càrregues elèctriques netes, confereixen al sòl la capacitat de retenir i alliberar ions. Els llocs carregats negativament dels col·loides atrauen i alliberen cations en el que es coneix com l'intercanvi de cations .
La capacitat d'intercanvi de cations és la quantitat de cations bescanviables per unitat de pes de terra seca i s'expressa en termes de miliequivalents de càrrega de ions positius per cada 100 grams de sòl (o centimols de càrrega positiva per quilogram de sòl; cmol c / kg). De la mateixa manera, els llocs carregats positivament dels col·loides poden atraure i alliberar anions, produint l'intercanvi d'anions al sòl.

## Característiques dels sòls (anàlisi del sòl)

### Salinitat. Sòls salins i sòdics
- Sòl afectat per la salinitat: Són tots aquells sòls on el desenvolupament de la majoria de les plantes és afectat per un excés de sals solubles o per la presència de sodi de bescanvi en quantitats excessives o bé per les dues afectacions alhora. Inclou els sòls salins i els sòls sòdics.
- Sòl salí: S'anomena sòl salí el que té una un contingut en sals solubles prou elevat per afectar negativament el desenvolupament de les plantes i que alhora no és sòdic.
- La mesura que convencional per expressar la salinitat del sòl és la conductivitat elèctrica en un extracte de pasta saturada o extracte a saturació.
- Unitats per expressar la salinitat: En el SI s'expressa en Siemens/metre (S m-1). També es fan servir unitats derivades com el decisiemen/m (dS m-1), el milisiemen/m (mS m-1) i el microsiemen/m (µS m-1). La Conductivitat elèctrica sempre es referent una temperatura estàndard de 25 °C.
- Criteri de diagnòstic: Els sòls salins tenen una conductivitat superior a 0.4 Sm-1 a 25 °C.
- Assaig previ de salinitat: És una aproximació al contingut de sals solubles del sòl. S'obté mesurant la conductivitat en un extracte obtingut a partir d'una solució de sòl amb aigua (pes : volum) 1:5.
- Les plantes sensibles a la salinitat queden afectades a partir de valors de > 0.2 Sm-1 i les plantes resistents a la salinitat poden suportar sense dificultat valors entre 0.8 i <1.6 Sm-1.

### Reactivitat del sòl
La reactivitat o reacció del sòl és una mesura del grau d'acidesa o alcalinitat de la solució del sòl. Expressada com a pH (logaritme negatiu de la concentració de l'ió d'hidrògen en la solució del sòl), és un indicador del grau de meteorització del sòl i del rentatge de les bases. L'escala del pH és de 0=acidesa extrema a 14=alcalinitat extrema. El pH=7 indica una reacció neutra.

### Solució del sòl
- Solució del sòl: És la fase o part líquida del sòl, separada de les altres dues fases (sòlida i gasosa).
- Fase líquida : És l'aigua del sòl incloent-hi les substàncies en solució que pugui contenir.
- Aigua del sòl: És l'aigua químicament pura que conté el sòl, sense considerar o descartant les substàncies en solució que pugui contenir.

### Aigua del sòl
- Contingut d'aigua en el sòl: És l'aigua que perd el sòl en l'assecar-lo a 105 °C, fins a pes constant.
- Pes sec: És el pes d'una mostra de sòl assecada a 105 °C, fins a pes constant.
- Mostra seca a l'aire: És l'estat de sequedat d'una mostra que està en equilibri amb el contingut d'humitat de l'atmosfera circumdant. En cada moment dependrà de la humitat atmosfèrica i de la temperatura, malgrat que per a un mateix lloc s'acostuma a considerar constant.
- Aigua higroscòpica: És el percentatge en pes d'aigua que queda en la mostra de sòl després d'haver-la deixat assecar a l'aire. Habitualment es considera que les condicions de l'atmosfera son 98% d'humitat relativa a 25 °C.

### Matèria orgànica
- El conjunt de matèria orgànica present al sòl s'anomena humus. Amb aquest terme es designa només la fracció de matèria orgànica integrada en el sòl, després d'haver-se produït el procés d'humificació i la formació de complexos húmics col·loidals (àcids húmics, àcids fúlvics, humina, etc.). Els científics han elaborat una nomenclatura europea per als tipus d'humus. Les sis classes principals: Anmoor, Mull, Moder, Mor, Amphi i Tangel, tenen subclasses definides clarament i detallada.[18] Els principals tipus d'humus són el moder i el mor, formats en condicions aeròbiques, i l'anmoor i la torba en condicions anaeròbiques.

### Capacitat de camp
- És la quantitat d'aigua retinguda per un sòl un cop se n'ha escorregut l'aigua gravitativa. Màxima quantitat d'aigua que un sòl pot contenir on tots els porus de 0,008 mm i inferiors estan plens d'aigua. Correspon a l'aigua capil·lar i a l'aigua higroscòpica, retingudes a una tensió igual o superior a 1/3 d'atmosfera. Les capacitats de camp màximes corresponen a sòls argilosos, i les mínimes, a sòls arenosos.[19]
- Capacitat de camp in situ: Contingut d'aigua que queda en el sòl 2 o 3 dies després d'haver estat saturat amb aigua i quan el drenatge lliure és inapreciable.

### Saturació
- Saturació: Condició del sòl quan tots els espais buits entre partícules estan plens d'aigua.
- Punt de saturació: Contingut d'aigua en el sòl a saturació.
- Pasta saturada: Mescla de sòl i aigua, preparada al laboratori amb finalitats analítiques.

- Contingut a saturació: Contingut d'aigua que conté la pasta saturada del sòl.

Segons la proporció entre fase líquida i fase gasosa d'un sòl, es parla de:
- sòl saturat (si no hi ha fase gasosa), que és el que es troba sota el nivell freàtic i fins on arribin els fenòmens de capil·laritat.
- sòl no saturat (si hi ha fase gasosa), que es troba normalment per sobre del sòl saturat.

### Consolidació
Un sòl és normalment consolidat quan les tensions actuals són les màximes històriques que mai ha patit. Un sòl està sobreconsolidat quan les tensions actuals són menors que les màximes històriques.

### Homogeneïtat
Si les partícules que formen un sòl són totes de la mateixa mida, es diu que és homogeni. Els sòls solen classificar-se d'acord amb aquestes mides (els topalls poden variar):
- Grava: diàmetres majors a 2 mm, extremadament permeable.
- Sorra: diàmetres entre 0.06 mm (aproximadament 1/16 mm) i 2 mm.
- Llim: diàmetres entre 4 μm (aproximadament 1/256 mm) i 0,06 mm.
- Argila: diàmetres inferiors a 4 μm, molt impermeable.

En sòls heterogenis s'utilitzen altres classificacions com la de Casagrande. La prova de percussió del límit de líquids, descrita originalment per Arthur Casagrande (Research on the Atterberg Limits of Soils, 1932), és la prova estandard del límit de líquids. L'àbac de plasticitat (àbac de Casagrande) per a la classificació dels sòls va ser proposat el 1944 i renovat el 1948 i actualment és utilitzat àmpliament al món, al costat del sistema AASHTO o el de la ASTM. Tots aquests sistemes estan basats en els límits dels estats del sòl i la granulometria.

### Consistència
La consistència d'un sòl ve controlada per la seva humitat, normalment calculada com el quocient entre pes d'aigua i pes de sòlid. Normalment es consideren quatre consistències que venen determinades pels tres límits d'Atterberg: consistència líquida, consistència plàstica, consistència semisòlida i consistència sòlida

### L'aigua al sòl
Fases de la infiltració de l'aigua en el sòl
- Aigua gravitativa ràpida: L'aigua infiltrada es mou pels porus (percolació) entre 0,2 i 0,05 mm (impuls per gravetat)
- Aigua gravitativa lenta: L'aigua es mou per porus entre 0,05 i 0,008 mm (impuls per gravetat) L'aigua gravitativa és poc útil a les plantes.
- Aigua de capil·laritat: L'aigua es mou per porus inferiors a 0,008 mm, (efecte tub) condició en que la tensió superficial de l'aigua produeix capil·laritat. L'aigua de capil·laritat és molt útil a les plantes.
- Aigua higroscòpica: Es produeix l'adsorció, força o atracció entre les molècules d'aigua i les parets del mineral. Gran capil·laritat. (no hi ha moviment sinó retenció) L'aigua higroscòpica es pot mesurar pel percentatge en pes d'aigua que queda en la mostra de sòl després d'haver-la deixat assecar a l'aire. Habitualment es considera que les condicions de l'atmosfera son 98% d'humitat relativa a 25 °C.
- Contingut d'aigua en el sòl: És l'aigua que perd el sòl en assecar-lo a 105 °C.[22]

## El sòl i la seva relació amb les plantes
El sòl constitueix un conjunt complex d'elements físics, químics i biològics que compon el substrat natural on es desenvolupa la vida vegetal a la superfície terrestre. És l'hàbitat d'una biota específica de microorganismes i petits animals, que constitueixen l'èdafon.
Des del punt de vista biològic, les característiques més importants del sòl són la seva permeabilitat, relacionada amb la seva porositat, i la seva composició química. Els sòls retenen les substàncies minerals que les plantes necessiten per a llur nutrició i que s'alliberen per mitjà de la degradació de les restes orgàniques. Un bon sòl és condicionant de la productivitat agrícola.
La incidència de la tipologia dels sòls sobre les plantes terrestres és molt gran atès que aquest representa el seu suport i la font de nutrient i d'aigua. D'aquesta manera els sòls són molt sovint responsables de condicionar la distribució de les plantes i les comunitats vegetals sobretot a través del seu pH que, a voltes, esdevé un factor limitant.
El pH del sòl depèn en bona part de la naturalesa del substrat geològic sobre el qual es desenvolupa i de la rentada de bases per efecte bàsicament de la pluja. Si el substrat és ric en àlcalis (calcàries, margues, etc.) el pH del sòl serà bàsic o neutre llevat que hi hagi un intens rentat per precipitacions elevades, com succeeix a zones amb elevada pluviositat. Si és pobre en bases (granit, gresos sense ciment calcari, esquistos, etc.) el pH del sòl és àcid i tant més com més gran sigui la precipitació. Així, acidòfiles, silicícoles o calcífugues són les espècies o comunitats que viuen en sòls amb pH baix (pH <6,6), pobres en nutrients. Si el sòl és molt àcid normalment es mobilitzen elements tòxics, com l'alumini i metalls pesants. Les plantes neutròfiles viuen en sòls amb pH proper a la neutralitat (entre 6,6 i 7,3) i les basòfiles o calcícoles en sòls rics en bases que poden ser carbonatats o no, i si tenen carbonats el pH serà generalment superior a 7,4. Un exemple de comunitats acidòfiles són els bruguerars; de basòfiles les timonedes i de neutròfiles alguns tipus de roureda. El faig és un exemple d'espècie indiferent al pH i forma fagedes des de terrenys acidòfils a basòfils.
Al territori dels Països Catalans amb un clima mediterrani marcat, sobre els guixos i en sòls que s'acumulen sals, viuen plantes especialitzades anomenades respectivament gipsícoles i halòfiles. Dels guixos són característics els matolls de ruac (Ononis tridentata) i de sòls salins les garrigues de sosa (Suaeda maritima) o els tamarius halòfils.

## El sòl i la seva relació amb els animals
El sòl és un recurs viu i dinàmic i molts dels processos no es poden dur a terme sense l'ajut dels petits animals. Altres animals més grans depenen del sòl per protegir-se. El sòl els protegeix del clima i dels depredadors. Un dels animals especials que es troba habitualment al sòl són els cucs de terra. Els cucs de terra són "l'arada de la natura", actius en girar, barrejar i airejar el sòl.
Els caus dels cucs de terra actuen com a grans porus que permeten que l'aigua de la pluja i de la neu que es fongui s'infiltri al sòl, en lloc de lliscar i provocar l'erosió. Les formigues també fan uns túnels impressionants. Les colònies de formigues construeixen constantment els seus nius per adaptar-se al seu nombre creixent. Mentre ho fan, fabriquen porus al sòl que ajuden les plantes a obtenir aire i aigua per créixer.
Els animals del sòl realitzen diverses funcions que els converteixen en una part vital de tots els ecosistemes, inclosa l'agricultura. Els animals del sòl participen en la degradació de la matèria orgànica i disponibilitat de nutrients, el control de les poblacions de patògens, la millora i manteniment de l'estructura del sòl i la barreja de la matèria orgànica.

## Sòls en agricultura i ramaderia
En l'agricultura es parla de terreny fèrtil (cultivat) o erm (lloc no cultivat) o d'un terreny que és o no és apte pel regadiu, o que s'hi poden plantar determinades plantes o llavors, etc. Sovint es parla de fertilitat del sòl per referir-se a la qualitat d'un sòl per a l'ús agrícola.
La utilització de la informació de sòls per a la planificació agrícola resulta molt adient des del punt de vista tècnic per a la millora de la producció i la qualitat dels productes obtinguts. Tot i que la gestió del sòl és generalment localitzada de manera puntual, els seus efectes col·laterals van més enllà i s'estenen a àmplies zones degut a l'estret lligam existent entre sòl, aigua, aire i biota. Així doncs, les bones pràctiques agràries lligades al maneig del sòl han d'anar encaminades a reduir fenòmens com l'erosió, l'escolament i la lixiviació, afavorir la vida de flora, fauna i microorganismes i mantenir el reservori de carboni, entre d'altres aspectes.
Actuacions més destacades:
- Mantenir o millorar els nivells de matèria orgànica del sòl mitjançant la rotació de conreus, l'ús racional de les dejeccions ramaderes i altres subproductes d'origen orgànic, i l'aproximació cap a tècniques d'agricultura de conservació, com la sembra directa o el mínim conreu, sempre i quan sigui possible.
- Evitar la degradació del sòl amb llaurats adequats quant a tipus d'atifells agrícoles i època d'actuació, evitant llaurar seguint la direcció del pendent i fer-ho seguint les corbes de nivell, i afavorint l'ús de cobertes vegetals per incrementar la biota del sòl.
- Reduir l'erosió i l'escolament superficial afavorint la construcció i el manteniment de terrasses de retenció, minvant així l'arrossegament de sòl, nutrients i altres materials cap a les aigües.
- Evitar la compactació del sòl reduint al màxim el pas de maquinària.[24]

## Sòls en l'enginyeria i l'arquitectura
Des del punt de vista de l'enginyeria i la construcció, és molt important la seva granulometria, densitat, grau de compactació, nivell de saturació, angle de fregament intern i cohesió del terreny i les seves resistències i superfícies de fluència. L'objectiu últim serà trobar la capacitat portant d'un sòl (càrrega màxima que pot suportar) per a poder dissenyar els fonaments d'una estructura o bé obtenir les forces o empentes que exercirà sobre determinades estructures de contenció com murs o pantalles. La impermeabilització del sòl, com a conseqüència de la urbanització i de la construcció de carreteres, és una causa de destrucció de l'ecosistema amb repercussió sobre la hidrologia i el microclima.

## Sòls en dret, economia i urbanisme
En dret, economia, urbanisme, etc. el sòl és la superfície de la terra considerada com a suport sobre el qual es mouen els homes i els animals o sobre el qual s'assenten les coses El sòl així definit té en la legislació bàsica, la consideració de bé jurídic immoble.

## Causes de la degradació dels sòls

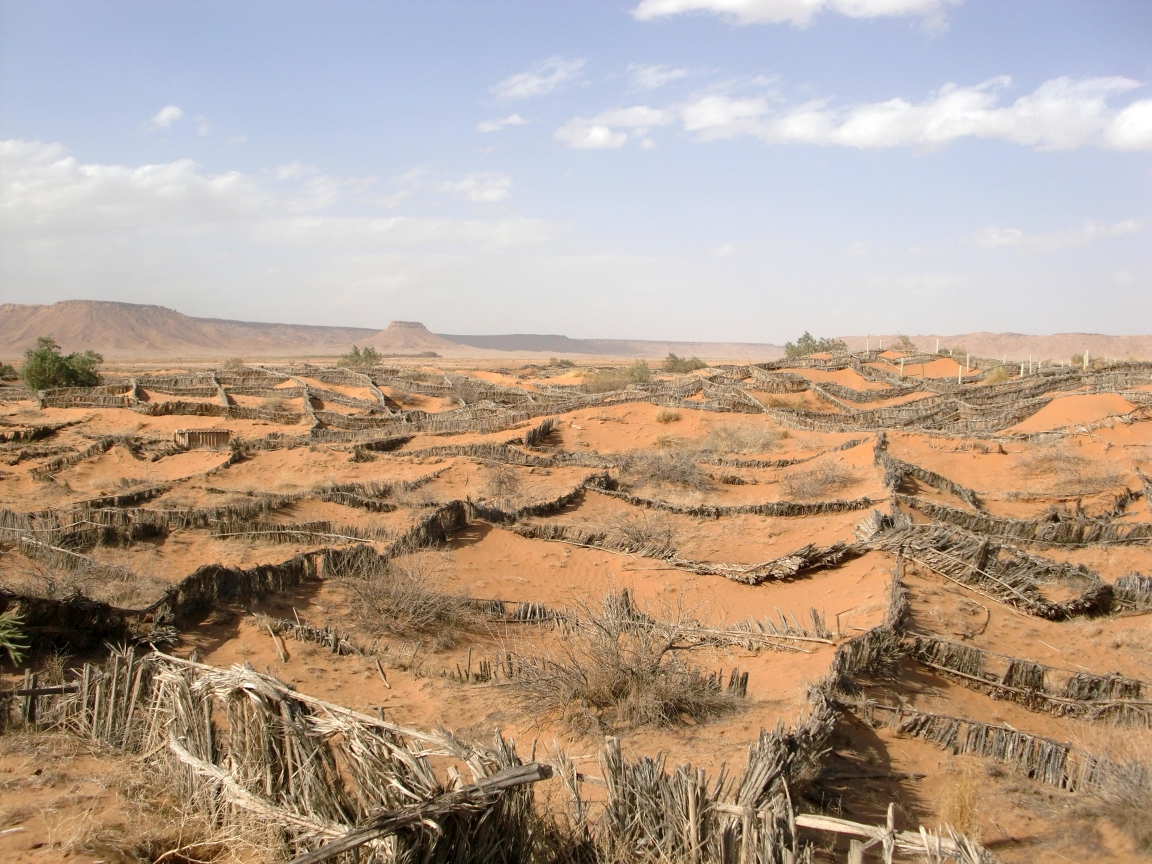
Tanques per aturar la desertització a prop de la ciutat d'Erfoud, Marroc

### Erosió
Pèrdua del recurs sòl per desgast i transport. L'erosió del sòl és un procés natural que afecta totes les formes de relleu. En l'agricultura, l'erosió del sòl es refereix al desgast de la terra vegetal d'un camp per les forces físiques naturals de l'aigua i el vent o per forces associades a activitats agrícoles com el conreu.

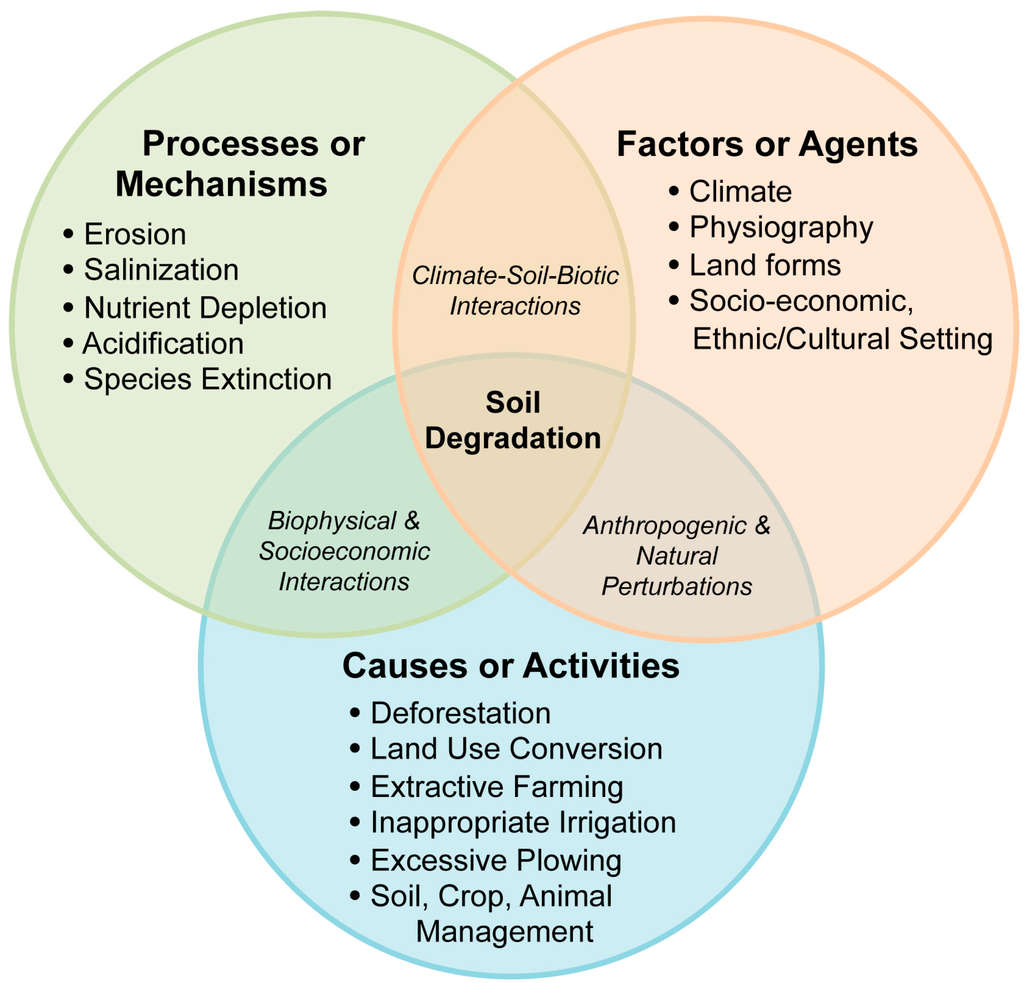
Diagrama dels diversos factors i mecanismes que intervenen en la degradació del sòl i les seves causes i efectes atribuïbles.

### Salinització
Acumulació de sals solubles (NaCl) per una mala qualitat de les aigües de reg o afloraments d'aqüífers salinitzats. La salinització del sòl involucra dos processos (per exemple, Fujimaki, 2006): (1) l'aigua aconsegueix la superfície per capil·laritat i (2) l'evaporació augmenta la salinitat i arriba a precipitar sals que formen una crosta, el que pot reduir encara més l'evaporació. En realitat, el procés es complica per diversos factors (Gran et al., 2011a ib). La reducció de l'activitat de l'aigua redueix l'evaporació. De fet, ja que l'activitat és igual a la humitat relativa de l'aire, una activitat reduïda implica que el vapor tendirà a fluir cap a les zones salinitzades. La humitat relativa també es veu afectada per la succió, molt alta a la zona d'assecat. Els gradients de succió provoquen un flux ascendent de vapor des de les zones humides a les seques. Finalment, l'energia impulsa tot el procés. Durant l'estiu, la temperatura disminueix amb la profunditat, el que redueix la pressió de vapor per sota del front d'evaporació, el que fa que el flux de vapor sigui descendent i fa que, tot i la sequedat atmosfèrica, s'estigui produint un flux net d'aigua cap avall, com s'observa en els sòls del desert (Scanlon i Milly, 1996). Per tant, tres mecanismes competeixen durant la salinització: a) flux líquid a la zona no saturada; b) efectes de la salinitat i la succió sobre l'activitat d'aigua i c) flux de vapor associat als gradients de temperatura.

### Desertització
La desertització és un procés de degradació que suposa la perdua de sòl fèrtil i la incapacitat dels ecosistemes per complir la seva funció reguladora. Tot i que la desertització és un procés natural -depenent de l'evolució del clima- en unes èpoques els deserts creixen i en altres, retrocedeixen, les activitats humanes agreugen el fenomen. En una època d'escalfament global, en pocs decennis la sequera d'algunes regions augmentarà, la cobertura vegetal minvarà i les pluges, espaiades i violentes, erosionaran el sòl. Els països que més pateixen episodis de sequera i desertització són els del continent africà. Sudan, podria ser el primer país de patir lla desertització com a conseqüències del canvi climàtic. En menys de 100 anys, Sudan, on hi viuen 40 milions de persones, podria convertir-se en un desert inhabitable.

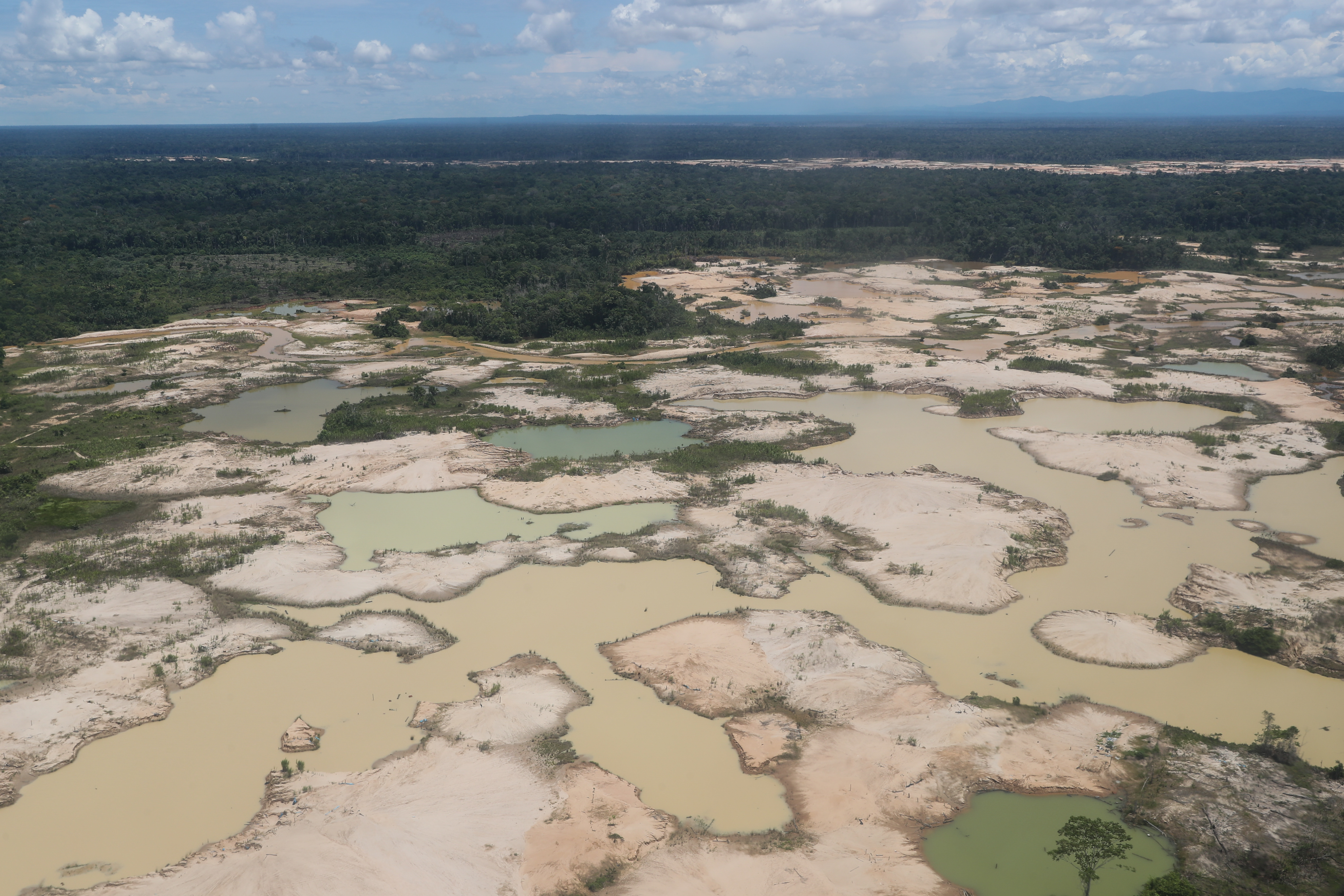
Degradació i contaminació del sòl causades per la mineria furtiva, on s'utilitza el mercuri per extraure l'or. Madre de Dios, Perú

### Desertificació
Procés de formació de deserts induït per l'activitat humana. Degradació en zones seques per la confluència de factors sovint climàtics i sobretot antropogènics, causant una degradació física, química i biològica del sòl, la qual implica una pèrdua parcial o total de la productivitat. Aproximadament el 40% de la superfície de la Terra n'està amenaçada. En aquesta superfície, que correspon a les zones terrestres amb dèficits hídrics inherents més o menys acusats, viu el 37% de la població mundial. La desertificació amenaça el potencial del sòl de produir aliments i biomassa. A les zones afectades, s'alteren els cicles hidrològics, es redueix dràsticament la biodiversitat i es produeixen processos de retroalimentació que afecten importants paràmetres climàtics. L'abús de les terres i els consegüents processos de degradació en zones fràgils del planeta, van lligats als inicis de les grans civilitzacions. Els registres històrics del Pròxim Orient, de l'antiga Grècia o de l'Imperi Romà ens mostren testimonis de gran valor historicoambiental en els quals es van detallar impactes i processos que van comportar el col·lapse de zones agroforestals.

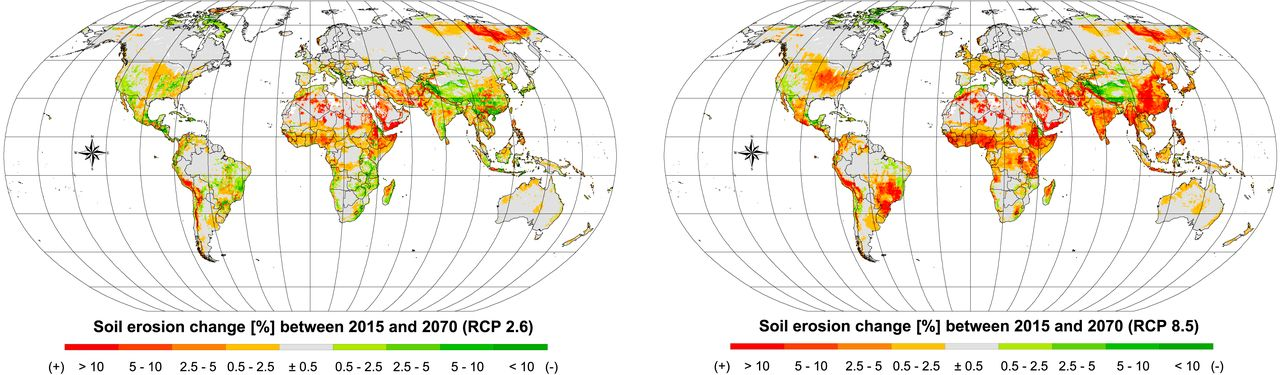
Erosió del sòl a la Terra. Predicció entre el 2015 i el 2070. Escenari entre els dos períodes observats contemplant l'evolució dels gasos d'efecte hivernacle, l'ús i cobertura del sòl i el canvi climàtic.

### Contaminació
Per substàncies que alteren l'estat natural de sòl. Residus urbans, residus agrícoles i ramaders, abocaments industrials (metalls pesants, àcids). Principals causes: Emmagatzematge incorrecte de productes i/o residus en activitats industrials. Abocaments incontrolats de residus. Runa industrial. Bidons soterrats. Emmagatzematge incorrecte de productes o residus a causa de l'abandonament d'antigues activitats industrials. Accidents en el transport de mercaderies. Fuites en tancs o operacions deficients. Abocaments incontrolats d'aigües residuals. Ús incorrecte de pesticides i/o adobs. Clavegueram en mal estat. Antics enterraments de residus. Deposició de contaminants atmosfèrics.

### Compactació
Per trepig excessiu o ús de maquinària pesada. La compactació del sòl disminueix la fertilitat del sòl i augmenta l'erosió del sòl. Sovint es produeix per l'ús de màquines agrícoles pesades i per poca aplicació de substàncies productores d'humus com els fems orgànics. Produeix d'efectes inhibidors, fins i tot en una compactació lleugera, sobre els protozous del sòl i la reducció de la biota en sòls molt compactats. Els canvis són per causa de l'espai reduït dels porus i del menor contingut d'humitat.

### Sobreexplotació
Causada pel sobrepasturatge i l'agricultura intensiva. Empobriment de la capa de vegetació. Danys en l'estructura del sòl. Explotació i forçament de terres no aptes per al conreu. Adobaments excessius i incorrectes. Esgotament dels recursos del sòl (matèria orgànica i nutrients). Rec inadeqüat o excessiu rentatge.

### Pèrdua per recobriments artificials
Asfaltat i altres segellaments, recobriments i cobertes de carrers, carreteres, polígons industrials i urbanització. La tendència al creixement de la superfície urbanitzada és la més clara de totes les observades. En el cas local de l'àrea metropolitana de Barcelona (Catalunya), entre 1992 i 2002, aquest tipus de coberta va experimentar un augment de gairebé 36.000 ha, en detriment d'altres cobertes, bàsicament conreus, matollars, prats i herbassars. Les dades publicades el 2015, estimaven l'àrea dels sòls urbanitzats en 215.469 ha. L'àrea, amb una població al voltant de 4,5 milions d'habitants dins de 150 km² ,és un exemple de l'elevada pressió urbana i industrial.

## Classificacions dels sòls

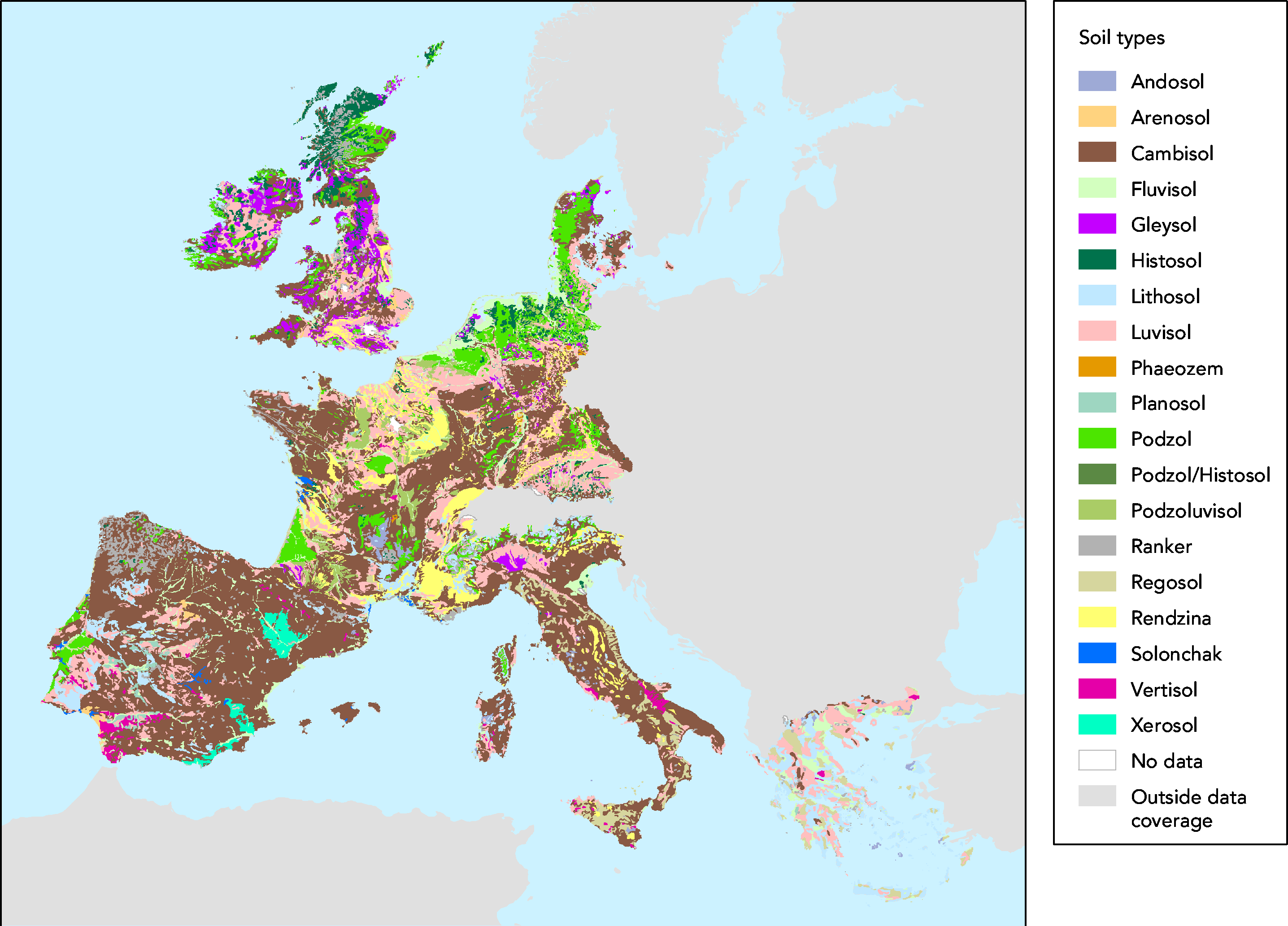
Tipus de sòls la Unió Europea (a 15 membres).

### Classificació internacional
El sòl es classifica en categories per comprendre les relacions entre diferents sòls i determinar la idoneïtat d'un sòl en una regió concreta. Un dels primers sistemes de classificació va ser desenvolupat pel científic rus Vasily Dokuchaev cap al 1880.  Es va modificar diverses vegades per investigadors nord-americans i europeus i es va convertir en el sistema més utilitzat fins als anys seixanta. Era basat en la idea que els sòls tenen una morfologia particular pels materials i els factors que els formen. A la dècada de 1960, va començar a sorgir un sistema de classificació diferent que es va centrar en la morfologia del sòl i no tant en els materials de partida i en els factors de formació del sòl. Des d'aleshores ha sofert noves modificacions. El World Reference Base for Soil Resources (WRB) té com a objectiu establir una base de referència internacional per a la classificació del sòl.

### Altres classificacions científiques

#### Per la zonalitat climàtica de la Terra

##### Sòls zonals
Són sòls madurs amb una gran dependència del clima. Es diferencien segons el clima on s'han desenvolupat.
- Sòls de zones humides i fredes, podzols. Són rics en humus de descomposició molt lenta on la temperatura baixa no afavoreix la proliferació de descomponedors i per això tenen un caràcter àcid. Típic dels boscos de coníferes (taigà)
- Sòls de zones temperades amb alternança estacional, sòls bruns típics del bosc caducifoli o esclerofil·le (conca mediterrània). En aquests sòls s'acumula gran quantitat de material orgànic (fulles mortes). Durant els períodes humits predomina el lixiviat. Els períodes secs afavoreixen l'ascensió d'ions per capil·laritat (amb un horitzó "A" ric en cations i humus) convertint-los en molt aptes per al conreu.
- Sòls de climes àrids: sòls vermells. Hi ha un elevat ascens capil·lar que produeix crostes superficials d'algeps o sals. Són sòls pedregosos.
- Sòls de climes tropicals: laterites. L'elevada temperatura i intensa precipitació afavoreixen l'activitat bacteriana. La matèria orgànica es descompon molt ràpidament i no s'acumula en l'horitzó "A" degut a l'intens rentatge produït per la pluja.

##### Sòls azonals
- Són sòls immadurs en les seues primeres etapes de desenvolupament. Les característiques dominants dependran del tipus de roca mare. A les zones més extremes (pròximes als pols o al desert) no es formen horitzons.

### Tipologies especifiques de sòls
- Txernozom
- Gley
- Solontxak
- Solonetz
- Terra bruna, etc

### Classificacions populars
- Sòl fèrtil: És el sòl on s'hi poden cultivar moltes espècies vegetals amb facilitat. També s'anomena sòl de pagès.
- Sòl pobre: És el sòl que està entre un sòl àrid i un fèrtil. Hi creixen plantes que no necessiten tanta d'aigua com en un sòl fèrtil.
- Sòl àrid: És el límit de poca vegetació. És un sòl molt dur, situat en llocs on plou poc, en el qual només hi creixen plantes molt resistents, com ara els cactus.